# Kosowizna
Kosowizna (niem. Kossowiszna (1906 r.)) – wieś w Polsce położona w województwie kujawsko-pomorskim, w powiecie chełmińskim, w gminie Kijewo Królewskie.

## Podział administracyjny
W latach 1939–1945 położona była w okręgu Rzeszy Gdańsk-Prusy Zachodnie, w rejencji bydgoskiej (Regierungsbezirk Bromberg), w powiecie Chełmno (Kreis Kulm).
W latach 1975–1998 miejscowość administracyjnie należała do województwa toruńskiego.

## Demografia
Według Narodowego Spisu Powszechnego (III 2011 r.) wieś liczyła 353 mieszkańców. Jest piątą co do wielkości miejscowością gminy Kijewo Królewskie.

## Historia
W latach 1939 - 1942 nazwą wsi było Kossawisna, lecz po przeprowadzonej zamianie nazw miejscowości w Okręgu Rzeszy Gdańsk-Prusy Zachodnie, w latach 1942 - 1945 nazywała się Kößwiese. Pod okupacją niemiecką miejscowość ta posiadała statu wieś.

## Zabytki
Według rejestru zabytków NID na listę zabytków wpisany jest park dworski z końca XIX w., nr rej.: A/617 z 26.11.1984.